# Liste der Baudenkmäler in Hürtgenwald
Die Liste der Baudenkmäler in Hürtgenwald enthält die denkmalgeschützten Bauwerke auf dem Gebiet der Gemeinde Hürtgenwald im Kreis Düren in Nordrhein-Westfalen (Stand: August 2015). Diese Baudenkmäler sind in der Denkmalliste der Gemeinde Hürtgenwald eingetragen; Grundlage für die Aufnahme ist das Denkmalschutzgesetz Nordrhein-Westfalen (DSchG NRW).

| Bild                              | Bezeichnung                       | Lage                                           | Beschreibung | Bauzeit                        | Eingetragen seit | Denkmal- nummer |
| --------------------------------- | --------------------------------- | ---------------------------------------------- | --- | ------------------------------ | ---------------- | --------------- |
| Muttergotteshäuschen              | Muttergotteshäuschen              | Bergstein Auf dem Turm Karte                   | Es handelt sich um ein gemauertes Häuschen mit Holzdach, dessen Außenwände verputzt sind. Im Innern befindet sich eine Muttergottesfigur, die durch ein Eisengitter in Rasterform vor dem Zugriff geschützt ist. |                                | 7.12.1984        | 1               |
| Kallbrücke zur Hammeranlage       | Kallbrücke zur Hammeranlage       | Bergstein Bergstein L 218 Karte                | Es handelt sich um eine geschwungene doppelbogige Brückenanlage aus grau-grünem Schieferstein (sog. Schevenhüttener Stein), die etwa in der 2. Hälfte des 19. Jahrhunderts erstand. Die Brückenbögen sind rundbogig ausgeformt, von einer Rollschicht akzentuiert; die mächtige Mittelstürze ist als Eisbrecher ausgebildet. | 2. Hälfte des 19. Jahrhunderts | 13.6.1980        | 22              |
| Heiligenhäuschen                  | Heiligenhäuschen                  | Bergstein Burgstraße 41 Karte                  | Heiligenhäuschen aus Werkstein, farbig gefasst. | Ende des 19. Jahrhunderts      | 17.8.1983        | 4               |
| ehemaliger Pfarrhof               | ehemaliger Pfarrhof               | Bergstein Burgstraße 62 Karte                  | Es handelt sich um ein zweigeschossiges Bruchsteinhaus aus dem 18. Jahrhundert, giebelständig. Die Giebelseite ist dreiachsig, die Traufseite zu fünf Achsen. Der Eingang befindet sich an der hofseitigen Traufseite in der Mittelachse. Die Fenster- und Türgewände bestehen aus Putzfaschen. Ein originales Fenster (mit Sandsteingewand) gibt es noch an der Gartenseite. Das Gebäude hat ein Krüppelwalmdach. An der linken Traufseite befindet sich eine Bruchsteingartenmauer. | 18. Jahrhundert                | 11.7.1983        | 3               |
| weitere Bilder                    | Pfarrkirche und Grabkreuze        | Bergstein Burgstraße 67 Karte                  | Der Turm stammt aus dem 15.–16. Jahrhundert. Das Langhaus entstand 1721. 1807 wurde es wieder hergestellt und nach Osten verlängert. Eine Restaurierung erfolgte nach Kriegszerstörung. Es handelt sich um eine einschiffige Saalkirche mit eingezogenem Westturm auf quadratischem Grundriss und 3/8–Chorschluss. Die Wände bestehen aus Bruchstein mit Sandsteingewänden und eingemauerten Spoilen von alten Grabsteinen. Die Fenster sind korbbogig zweibahnig und mit Vierpässen. Im Turm befinden sich spitzbogige Schallarkaden. Er hat eine verschieferte Haube, vom Viereck ins Achteck übergeführt. Auf dem zugehörigen Friedhof befinden sich einige Grabkreuze aus Blaustein aus dem 18. Jahrhundert. | 15.–16. Jahrhundert            | 6.7.1983         | 5               |
| Wegekreuze                        | Wegekreuze                        | Bergstein Burgstraße gegenüber Nr. 15 Karte    | Eine Inschrift auf dem Sockel datiert aus dem Jahre 1887. Es handelt sich um ein Wegkreuz auf abgetrepptem Sockel, der im Unterbau ein spitzbogiges Feld mit Inschrift aufweist. Auf dem Sockel befindet sich ein neues Astkreuz aus Marmor mit gusseisernem Korpus. | 1887                           | 27.9.1983        | 6               |
| Wegekreuz                         | Wegekreuz                         | Bergstein Im Siebert (Sportplatz) Karte        | Das Objekt stammt aus der zweiten Hälfte des 19. Jahrhunderts. Es handelt sich um ein Wegekreuz aus Buntsandstein auf gestepptem Sockel. Vierpassornament auf dem Schaft, gezackte Kreuzesenden; neuer Korpus. | 2. Hälfte des 19. Jahrhunderts | 2.11.1983        | 2               |
| ehemaliges Grabkreuz              | ehemaliges Grabkreuz              | Bergstein Im Siebert Sportplatz Karte          | Es handelt sich um ein ehemaliges Grabkreuz aus dem 18. Jahrhundert. Es besteht aus Buntsandstein mit Winkelstützen in Volutenform und hat eine verwitterte Inschrift. | 18. Jahrhundert                | 7.12.1984        | 20              |
| Gedenkkreuz                       | Gedenkkreuz                       | Gey Dürener Straße / Ecke Broichstraße Karte   | Es handelt sich um ein Kreuz aus blauem Schieferstein mit der Inschrift „+ Arnotus Kopp von Lamerstorf, Obye D: 21. Dezember 1767“. | 21.12.1767                     | 16.01.1984       | 19              |
| Bierkeller                        | Bierkeller                        | Gey Dürener Straße 102 Karte                   | Das unterirdische Gewölbe wurde noch im 19. Jahrhundert von einer Brauerei aus Gey zur Lagerung und Kühlung des Bieres genutzt. Während des Zweiten Weltkrieges diente der Stollen den Bewohnern der umliegenden Häuser als Luftschutzbunker. Seit 1966 nennt sich nach dem Keller die Karnevalsgesellschaft aus Gey „Löstige vom Bierkeller“ (LVB). 1989 wurde der Eingang durch den Eigentümer des Bauwerks, das Staatliche Forstamt Hürtgenwald, renoviert. Der Keller dient heute als Winterquartier für Fledermäuse. | 19. Jahrhundert                | 18.6.2009        | 24              |
| Jüdischer Friedhof                | Jüdischer Friedhof                | Gey Dürener Straße B 399 Karte                 | Grabmäler aus Sandstein und Kunststein vom 19. und vom Anfang des 20. Jahrhunderts. | Anfang des 20. Jahrhunderts    | 17.8.1983        | 7               |
| Geyer Kreuz                       | Geyer Kreuz                       | Gey Waldgebiet Karte                           | Das Kreuz wurde vermutlich in der zweiten Hälfte des 19. Jahrhunderts anstelle eines älteren Kreuzes errichtet. Das gusseiserne Kreuz ist ca. 1,50 m hoch. Es hat einen vierteiligen, maßwerkartigen Aufbau. Im Fuß Ecclesia mit Kreuz und Kelch in baldachinartigem Maßwerk, darüber befindet sich ein durchbrochenes Kreuz mit gusseisernem Korpus. | 2. Hälfte des 19. Jahrhunderts | 6.7.1983         | 8               |
| Wohn-Stall-Haus                   | Wohn-Stall-Haus                   | Großhau Frenkstraße 40 Karte                   | Es handelt sich um ein 1–geschossiges Wohn–Stall–Haus aus dem 18. Jahrhundert im Fachwerkstil. Die Giebelseiten sind mit Eternit verkleidet. Ein neuer Eingang wurde in der Hausmitte geschaffen. Die Fenster haben Originalgröße. Das Gebäude hat ein Satteldach mit neuerem, kleinen Dachausbau. | 18. Jahrhundert                | 14.7.1983        | 9               |
| Grundwasserbrunnen (Karlsbrunnen) | Grundwasserbrunnen (Karlsbrunnen) | Hürtgen Im Dümpel 6 Karte                      | Bruchsteinener neuer Überbau eines Dorfbrunnens, aus dem einer Sage zufolge Karl der Große getrunken haben soll. |                                | 17.8.1983        | 10              |
| Hürtgenwald-Gedächtnis-Kapelle    | Hürtgenwald-Gedächtnis-Kapelle    | Kleinhau Flurstraße / Ecke Rossheckenweg Karte | siehe Artikel | 1966–1970                      | 20.3.1995        | 23              |
| Forstgehöft Jägerhaus             | Forstgehöft Jägerhaus             | Raffelsbrand Langschoß B. 399 Karte            | Es handelt sich um ein 1848 erbautes eingeschossiges Bruchsteingebäude mit L – förmigem Grundriss und Satteldach. Die Fenster sind hochrechteckig mit Klappläden. | 1848                           | 23.7.1985        | 21              |
| Wohngebäude                       | Wohngebäude                       | Simonskall Simonskall 10–12 Karte              | Eine Inschrift auf dem Türsturz datiert von anno 1666. Der östliche Hausteil wurde 1956 rekonstruiert. Auch in Mauerankern des westlichen Hausteils befinden sich Datierungen von 1666. Es handelt sich um einen 2–geschossigen Bruchsteinbau mit Sandsteingewänden und Kreuzstockfenstern. Der Eingang ist stichbogig mit neuer Tür. Der Zwerchgiebel und das Satteldach wurden erneuert. | 1666                           | 15.11.1983       | 16              |
| Wohngebäude                       | Wohngebäude                       | Simonskall Simonskall 2–4 Karte                | Inschriftliche Datierung auf dem Türsturz 1651, renoviert 1773; (1723 laut Peters). Traufenständiges, 2–geschossiges Doppelhaus, UG massiv aus Bruchstein, OG Fachwerk; nordwestlich angeschlossen die Reste möglicherweise eines ehem. Wehrturm aus Bruchstein mit Kreuzstockfenstern und halben Kreuzstockfenstern mit Gewänden aus Sandstein und Blaustein, Reste einer Schießscharte; das Wohnhaus im UG mit Kreuzstockfenstern mit Blausteingewänden; an der Straßenfront rechts und links je ein Eingang, rechts Barock – Pfeiler – Tür mit originalen Nägeln, Blausteingewände, im flachbogigen Sturz die Datierung; links genagelte Tür mit schmiedeeisernem Türklopfer; das Fachwerk des OG weitgehend erneuert; Fenster in alten Proportionen eingesetzt die rückwärtige Traufseite ganz aus Bruchstein; völlig erneuertes Satteldach. Vermutlich Teil der ehemaligen Eisenhüttenanlage.                                                                                       | 1651                           | 14.7.1983        | 14              |
| ehemalige Burg                    | ehemalige Burg                    | Simonskall Simonskall 8 Karte                  | Inschriftliche Datierung auf dem Türsturz anno 1643; mehrteilige Anlage aus Bruchstein mit Fachwerk–Obergeschoss; um quadratischen Innenhof gelegene Hauptburg, Zufahrtstor mit Buntsandsteingewänden; im Norden das Wohnhaus, 2–geschossig, Untergeschoss Bruchstein geschlämmt, kleine Fenster mit Werksteingewänden und genagelten Schlagläden; OG über Ankerbalken vorgekragt, engmaschiges Fachwerk mit Zapfenschlössern; im Süden und Osten Stallungen, Bruchstein geschlämmt, mit alter Pflasterung; die Außenseiten ganz aus Bruchstein, zur Kall hin mit über Konsolen vorgekragten Erkern; Kreuzstockfenster, alte Esse; neue Vorburg, die rechte Außenwand des Scheunentraktes neu aufgemauert. | 1643                           | 4.7.1983         | 15              |
| Kremer Mühle                      | Kremer Mühle                      | Simonskall Simonskall 8 Karte                  | Die Mühle hat ehemals vermutlich zur sog. Burg gehört und war Teil der Eisenhütte. Sie stammt aus dem 18. Jahrhundert mit späteren Veränderungen. Es handelt sich um einen Bruchsteinbau auf nahezu quadratischem Grundriss mit einem Walmdach. Die Wände haben kleine Holzstockfenster. Unter dem abgeschleppten Pultdach befindet sich ein kleiner Anbau. Die Aufhängung des Mühlenrades sowie der Obergraben sind noch vorhanden. | 18. Jahrhundert                | 11.8.1983        | 18              |
| Heiligenhäuschen (Bildstock)      | Heiligenhäuschen (Bildstock)      | Straß/Horm Dorfstraße 3 Karte                  | Die rundbogige, profilierte Nische aus Sandstein mit bekrönendem Kreuz ist in ein neues Heiligenhäuschen eingebunden. In der in Ölfarbe gefassten Nische steht eine neue Heiligenfigur. Inschriftliche Datierung: Anno 1735. | 1735                           | 11.7.1983        | 11              |
| Wohngebäude „Haus Gronau“         | Wohngebäude „Haus Gronau“         | Straß/Horm Maubacher Straße 2 Karte            | Ehemalige Wasserburg aus dem 17./18. Jahrhundert, mit starken Veränderungen Anfang des 20. Jahrhunderts. Es handelt sich um einen 2–geschossigen Bruchsteinbau von drei zu drei Achsen, von zwei Seiten verputzt, an den restlichen zwei Seiten befinden sich alte Werksteingewände, rechteckig mit Falz. Über den Graben führt eine zweibogige Steinbrücke mit Keilstein. Zwei Seiten des Gebäudes sind mit erneuerten Fenstern (mit geputzten Gewänden) versehen. Das Wohngebäude hat eine rundbogige Eingangstür, ein Walmdach und einen umlaufenden Wassergraben. Das Wirtschaftsgebäude wurde erneuert. Der Hof weist teilweise alte Pflasterung auf. Baukörper und Anlage sind unverändert, weisen jedoch starke Störungen im Detail auf. | 17. / 18. Jahrhundert          | 4.7.1983         | 13              |
| Wegekapelle (Bildstock)           | Wegekapelle (Bildstock)           | Straß/Horm Pfarrer-Pleus-Straße 2 Karte        | Erbaut um 1850, 1971 wurde sie nach dem an dieser Stelle verstorbenen geistlichen Pfarrer–Pleus–Gedächtnis–Kapelle benannt. Es handelt sich um eine kleine, bruchsteinerne, teilverputzte Kapelle mit geradem Schluss und großer Rundbogennische. In der Rückwand befindet sich eine kleine Rundbogennische mit altem schmiedeeisernem Gitter, darunter eine Inschrifttafel. Das Objekt hat ein pfannengedecktes Satteldach. Originale Situation mit drei alten Linden. | 1850                           | 4.7.1983         | 12              |
| Mestrenger Mühle                  | Mestrenger Mühle                  | Vossenack Mestrenger Weg Karte                 | Das Hauptgebäude wurde im Dezember 1982 infolge eines Brandes beschädigt. Bis zu diesem Zeitpunkt stellt es sich wie folgt dar: Die Hauptbausubstanz stammt aus dem 18. Jahrhundert. Der Maueranker des Wohnhauses datiert aus dem Jahre 1663. Es handelt sich um ein zweigeschossiges Bruchsteingebäude mit mittlerer Tordurchfahrt und modern erneuerten Fenstern (19. Jahrhundert mit Holzstock). Links schließt sich ein Fachwerkhaus unter gleichem Dach (Walmdach) an. Der Innenausbau ist modern, die alte Deckenlage überwiegend erhalten. Die zugehörige Fachwerkscheune stammt aus dem Anfang des 19. Jahrhunderts. Sie ist auf einen Bruchsteinsockel mit hofseitiger Einfahrt errichtet. Die Öffnungen wurden verändert. Satteldach, moderner Toilettenanbau. Ehemaliges Mühlengebäude des 18. Jahrhunderts, Bruchstein mit Fachwerkdrempel, an der Traufseite hölzernes Wasserrad, oberschlächtig, Inneneinteilig Fachwerk, Reste des Mühlengetriebes, erhalten Obergraben. | 1663                           | 11.8.1983        | 17              |